# Tanduri Masala

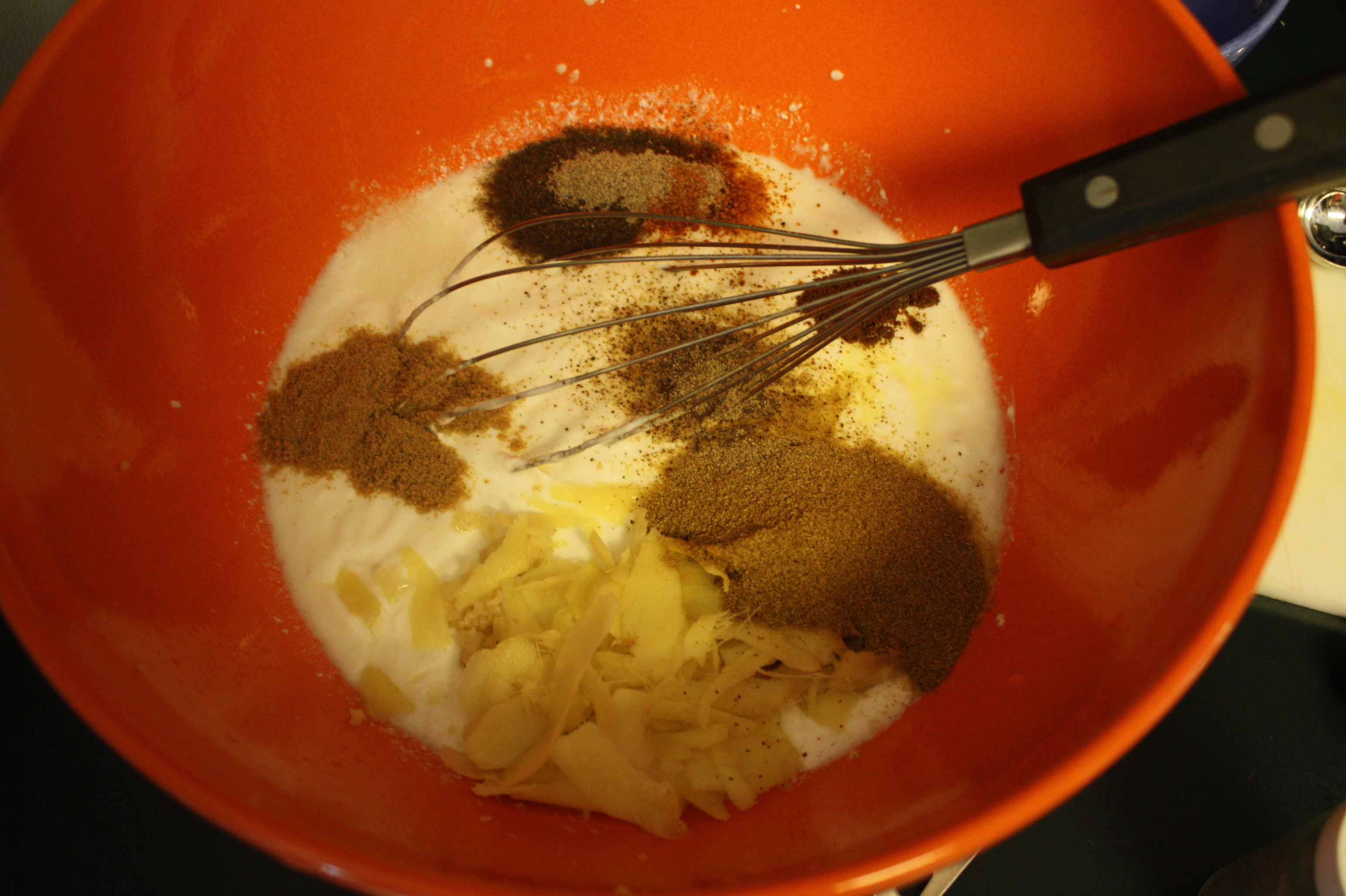
Zutaten für Tanduri Masala

Tanduri Masala, englisch Tandoori Masala, ist eine Gewürzmischung der indischen Küche für das Marinieren von Fleischgerichten, die im Tandur, einem Holzkohle-Ofen, gegart werden.
Bestandteile des Tanduri Masala sind im Wesentlichen gemörserte Chilis, Kreuzkümmel und Koriandersamen. Für die Hähnchen-Marinade wird es mit Joghurt vermischt, zusammen mit Knoblauch, Zwiebeln, Ingwer, Salz und Zitronensaft. Der Farbe wegen wird manchmal noch Safran, heute häufig auch roter Lebensmittelfarbstoff (Rote Bete) hinzugegeben. Das zubereitete Fleisch bekommt eine dunkelrote, manchmal auch eine violette Farbe.

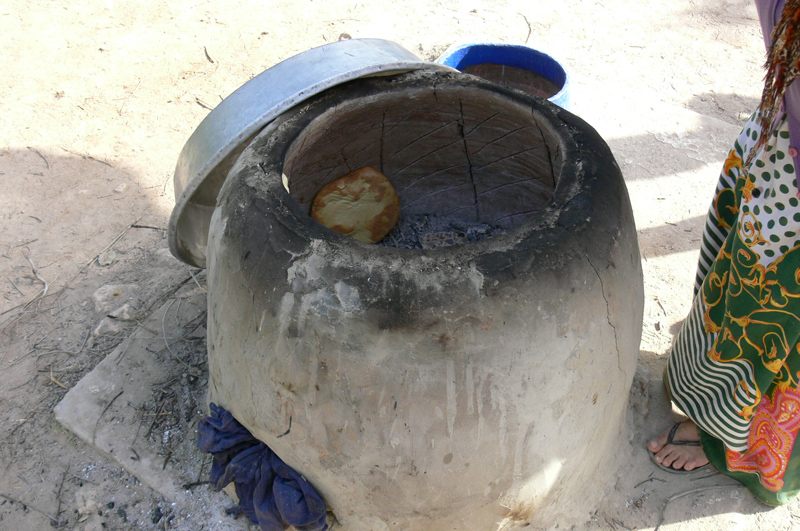
Tandur-Ofen
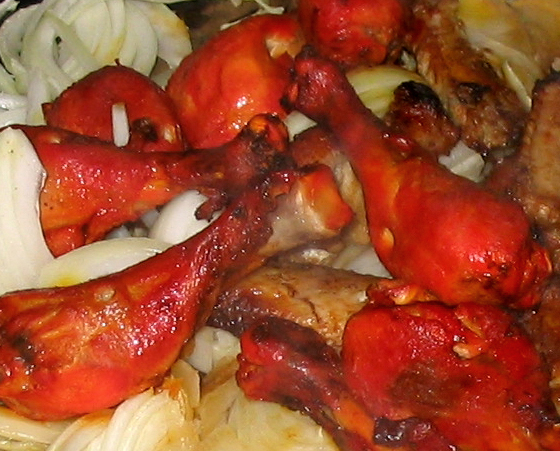
Hähnchen Tanduri